# 리에파야구

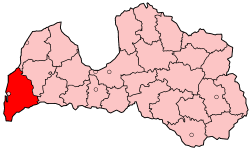
리에파야구의 위치

리에파야구(라트비아어: Liepājas rajons)는 라트비아 서부에 있던 구로 행정 중심지는 리에파야이며 면적은 3,593km2, 인구는 46,609명(2002년 기준), 인구 밀도는 13명/km2이다. 5개 시와 26개 교구를 관할했으며 2009년에 실시된 행정 구역 개편에 따라 폐지되었다. 벤츠필스구와 쿨디가구, 살두스구와 인접해 있었다.